# Dries van Agt
Andreas Antonius María van Agt, más conocido como Dries van Agt (Geldrop, 2 de febrero de 1931-Nimega, 5 de febrero de 2024), fue un abogado, político y diplomático neerlandés. Ejerció como primer ministro de los Países Bajos entre 1977 y 1982, compaginándolo con el liderazgo del partido conservador Llamada Demócrata Cristiana (CDA), y en los años 1990 trabajó en el cuerpo diplomático de la Comunidad Económica Europea.

## Biografía
Licenciado en Derecho por la Universidad Católica de Nimega, ejerció la abogacía en Eindhoven hasta que en 1958 obtuvo plaza de funcionario en la administración neerlandesa: primero en el ministerio de Agricultura y desde 1962 hasta 1968 en el ministerio de Justicia. Posteriormente fue profesor universitario de derecho penal en Nimega durante los siguientes tres años.
Su entrada en la política neerlandesa llegó de la mano del Partido Popular Cristiano, más tarde integrado en la coalición Llamada Demócrata Cristiana. En los años 1970 fue ministro de Justicia bajo los gobiernos del conservador Barend Biesheuvel (1971-1973) y del laborista Joop den Uyl (1973-1977). Posteriormente fue el candidato del CDA para las elecciones generales de 1977, en las que su partido duplicó escaños hasta situarse en segundo lugar con el 31% de los votos. Durante toda su trayectoria se caracterizó por sus habilidades para alcanzar acuerdos con formaciones de distinto signo.
Van Agt ha sido primer ministro de los Países Bajos desde 1977 hasta 1982 en tres gabinetes distintos. Entre 1977 y 1981 formó un gobierno de coalición con el Partido Popular por la Libertad y la Democracia (VVD), que centró esfuerzos en la estabilización económica y en presentar una reforma territorial y administrativa del estado. Tras su victoria en las elecciones de 1981 formó un nuevo gabinete con el Partido del Trabajo y Demócratas 66, pero sus desencuentros con Joop den Uyl le llevaron a convocar elecciones anticipadas y formar un gobierno provisional, en el que también asumiría la cartera de Asuntos Exteriores. Después de los comicios de 1982 renunció a liderar el CDA y fue sucedido por Ruud Lubbers, quien poco después se convertiría en el nuevo primer ministro.
Fue presidente del Consejo Europeo en el primer semestre de 1981, siendo sucedido por la británica  Margaret Thatcher.
Van Agt siguió vinculado a la administración neerlandesa como Comisario de la Reina en Brabante Septentrional, hasta que en 1987 entró en el cuerpo diplomático de la Comunidad Económica Europea como embajador comunitario en Japón (1987-1990) y Estados Unidos (1990-1995). A los 64 años se retiró de la política, tras lo cual regresó a la docencia como profesor invitado en centros como la Universidad de Ritsumeikan y la Universidad de Naciones Unidas.

## Vida personal y fallecimiento
Van Agt era conocido por su uso de un lenguaje arcaico y una redacción complicada, así como su pasión por el ciclismo. Se casó con Eugenia Krekelberg en 1958, y tuvieron tres hijos y siete nietos uno de ellos la ciclista profesional Eva van Agt. Dries y su esposa optaron por la eutanasia y murieron el 5 de febrero de 2024, tres días después de cumplir 93 años. Según la familia, la pareja murió tomados de la mano. Van Agt había sufrido previamente una hemorragia cerebral debilitante mientras daba un discurso en 2019. Fueron sepultados el 8 de febrero en el Cementerio y parque conmemorativo de la Fundación Tierra Santa en Heilig Landstichting, Berg en Dal, siendo al día siguiente anunciadas sus muertes.